# TeenNick
TeenNick è un canale televisivo prodotto dall'emittente televisiva Nickelodeon, trasmesso negli Stati Uniti e nel Regno Unito. In Italia i suoi programmi sono stati trasmessi sul canale Nickelodeon, fino al lancio, nel 2015, della versione italiana (chiusa il 2 maggio 2020). TeenNick è il terzo canale della rete Nickelodeon e negli Stati Uniti d'America viene usato, insieme a Nicktoons, per trasmettere cartoni animati che non hanno avuto successo sulla rete principale.

## Versione internazionale

### Attuale
- Francia – Nickelodeon 4Teen lanciato il 19 novembre 2014, il 26 agosto 2017 il nome è stato modificato in Nickelodeon Teen.
- America Latina – TeenNick in sostituzione di Nick 2 dal 14 settembre 2020.
- Penisola arabica – TeenNick lanciato il 15 aprile 2017.
- Grecia – Blocco di Nickelodeon.
- Israele – TeenNick lanciato il 20 marzo 2017.
- Vietnam – Blocco di HTV3 lanciato il 28 settembre 2018.
- Ungheria e Romania – TeenNick lanciato il 12 gennaio 2021.
- Polonia – TeenNick lanciato il 1º settembre 2021.
- Repubblica Ceca – TeenNick lanciato nel settembre 2021.
- Brasile  – Blocco di Pluto TV lanciato il 21 settembre 2021.

### Cancellato
- Regno Unito e Irlanda – Blocco di Nickelodeon lanciato nel 2009, chiuso il 30 luglio 2010.
- Paesi Bassi e Fiandre – Blocco di Nickelodeon lanciato il 14 febbraio 2011, chiuso il 30 settembre 2015 e sostituito da Spike.
- India – Blocco di Nick Jr. lanciato il 21 novembre 2012, chiuso il 1º febbraio 2017.
- Italia – TeenNick lanciato il 4 dicembre 2015, chiuso il 2 maggio 2020.

## Storia

### Il The N (2002-2009)
TeenNick originariamente ha debuttato il 1º aprile 2002 come un blocco di programmazione notturna su Noggin chiamato The N. Analogamente al formato a tempo condiviso di Nickelodeon (che aveva condiviso lo spazio del canale con altri canali via cavo dal lancio del canale nel 1979, tra cui The Movie Channel, BET, la televisione di servizio Alpha Repertory, e il suo successore A&E).
Nell'ottobre 2006, Viacom ha acquistato il sito Quizilla.

### Rilancio di TeenNick
Il 24 febbraio 2009, Nickelodeon ha annunciato che The N doveva essere rinominato in TeenNick per portare il canale in linea con la brand identity Nickelodeon. Il 18 giugno del 2009, Nickelodeon ha svelato il nuovo logo standard per il canale, con l'intenzione di creare un look unificato con i canali di Nickelodeon
Il canale fu rilanciato come TeenNick il 28 settembre 2009 alle 06:00 fuso orario americano, accompagnato dal debutto del nuovo logo.

## Serie televisive
- Miss Farah (الآنسة فرح) (2019 - in corso)
- Danger Force (2020 - in corso)
- Tyler Perry's Young Dylan (2020 - in corso)
- Side Hustle (2020 - in corso)
- That Girl Lay Lay (2021 - in corso)
- Warped! (2022 - in corso)
- The Fairly OddParents: Fairly Odder (2022)
- The Really Loud House (2022 - in corso)
- About a Girl (2007–2008)
- The Assistants (2009)
- The Best Years (2007–2009)
- Beyond the Break - Vite sull'onda (2006–2009; 2012)
- Edgemont (2009–2012)
- Gigantic (2010–2012)
- Girls v. Boys (2003–2005)
- Hollywood Heights (2012)
- Instant Star (2004–2008)
- The N's Student Body (2008)
- The Nightlife (2010)
- O'Grady (2004–2006; 2013)
- Queen Bees (2008; 2012)
- Radio Free Roscoe (2003–2005; 2013)
- Real Access (2004)
- A sud del Paradiso (2005–2008; 2012)
- Whistler (2006–2008)
- Eddie, il cane parlante (2002–2003)
- The Adventures of Pete & Pete (2002–2003)
- All That (2008)
- Amanda Show (2007–2008; 2011–2013)
- Hai paura del buio? (2002–2004)
- BrainSurge (2013)
- The Brothers García (2008)
- Bucket & Skinner's Epic Adventures (2011–2013)
- Caitlin's Way (2003–2010)
- Clarissa (2002-2003)
- Cousin Skeeter (2002–2003)
- Dance on Sunset (2008)
- Deadtime Stories (2013)
- Fred: The Show (2012)
- I fantasmi di casa Hathaway (2013–2014)
- Hey Dude (2002–2003)
- Anubis (2011–2014)
- How to Rock (2012–2014)
- Allen Strange (2002–2003)
- Just Jordan (2007–2008)
- Kenan & Kel (2007-2009; 2013-2014)
- Power Rangers Samurai (2011-2012)
- Marvin Marvin (2013–2014)
- Power Rangers Megaforce (2013-2014)
- Shelby Woo, indagini al computer (2002–2003)
- The Naked Brothers Band (2007–2009)
- The Nick Cannon Show (2002–2003)
- Nick News with Linda Ellerbee (October 25, 2010; February 15, 2011)
- Noah Knows Best (2002–2003)
- Romeo! (2004–2008)
- Salute Your Shorts (2002–2003)
- Sam & Cat (2014)
- Il mondo segreto di Alex Mack (2002–2003)
- Space Cases (2002–2003)
- Supah Ninjas (2011–2014)
- Taina (2002–2003)
- I Thunderman (2013–2014)
- The Troop (2009–2011)
- True Jackson, VP (2008–2013)
- Unfabulous (2007-2014)
- Webheads (2014)
- Wendell & Vinnie (2013)
- You Gotta See This (2012)
- Instant Mom (2013)
- See Dad Run (2012–2013)
- All That (2011-2014)
- Clarissa (2011)
- Hey Dude (2011)
- Kenan & Kel (2011-2014)
- The Bureau of Magical Things (2018 - in corso)
- U Pick with Stick (2011–2012)
- Daria (2002–2006; 2010)
- MFF: Mom Friends Forever (2013)
- NickMom Night Out (2013)
- Parental Discretion with Stefanie Wilder-Taylor (2013)
- Being Eve (2002–2004)
- 24/7 (2002–2004)
- Out There (2002–2004)
- Mr. Meaty (2005-2009)
- Alien Surf Girls (2012)
- Big Kids (2002–2004)
- La famiglia Brady (2004)
- Buffy l'ammazzavampiri (2011)
- Ragazze a Beverly Hills (2003–2008)
- Dance Academy (2012–2013)
- Dawson's Creek (2006–2008)
- Degrassi Junior High / Degrassi High(2005–2007)
- A Different World (2007–2008)
- Tutti odiano Chris (2011–2013)
- The Facts of Life (2012)
- Freaks and Geeks (2011)
- Willy, il principe di Bel-Air (2005–2009)
- Gli amici di papà (2009–2012)
- Ghostwriter (2002–2003)
- Genitori in blue jeans (2007–2010)
- Mr. Cooper (2002–2004)
- The Hills (2007–2008)
- Just Deal (2003–2004)
- Laguna Beach (2007–2008)
- Life with Boys (2013)
- Malcolm (2011–2014)
- Moesha (2005–2009)
- My So-Called Life (2004–2007)
- The New Ghostwriter Mysteries (2002)
- On the Team (2002–2003)
- One on One (2006–2011)
- Sabrina, vita da strega (2004–2010; 2013)
- Bayside School (2008–2011)
- Bayside School - Un anno dopo (2008–2010)
- Sponk! (2002–2003)
- Sister, Sister (2002–2004)
- Un genio in famiglia (2002–2004)
- Summerland (2006–2009)
- SLiDE (2012–2013)
- Undeclared (2011)
- Le cose che amo di te (2010–2013)
- That '70s Show (2008–2011; 2013)
- Brandon T. Jackson (2006)
- Degrassi's 40 Go There-est Moments on The N (2006)
- Degrassi, BTW (2007)
- Degrassi Crash Course: The 100 Most Intense Moments (2003)
- Degrassi Unscripted (2004)
- LOL with The N (2003)
- Miracle's Boys (2005)
- Movie Maynia (2008–2009)
- Movie 'Splosion (2010)
- Star Stylist (2007)
- Style High (2008)
- Vivo Latino! (2005)
- TeenNick Rocks Out (2011)
- Degrassi
- TeenNick To
- Big Time Rush
- Drake & Josh
- Emma una strega da favola (Every Witch Way) (2014-2015)
- iCarly
- Ned - Scuola di sopravvivenza
- Victorious
- Zoey 101
- Max & Shred (2014)
- 100 cose da fare prima del liceo (2014-2016)
- Bella e i Bulldogs (2015-2016)
- Scuola di magia (2015)
- La cucina magica di Talia (2015)
- Astral e il nuovo regno (2016)
- Toni, la Chef (2015)
- Animorphs (Animorphs) (1998-2000)
- Astral e il nuovo regno (2016)
- Make It Pop (2015-2016)
- School of Rock (2016-2018)
- Henry Danger (2014-2020)
- Hunter Street (2017-2019)
- I Am Franky (2017-2018)
- Game Shakers (2015-2019)
- Il sostituto (2019 – in produzione)